# Semesterticket

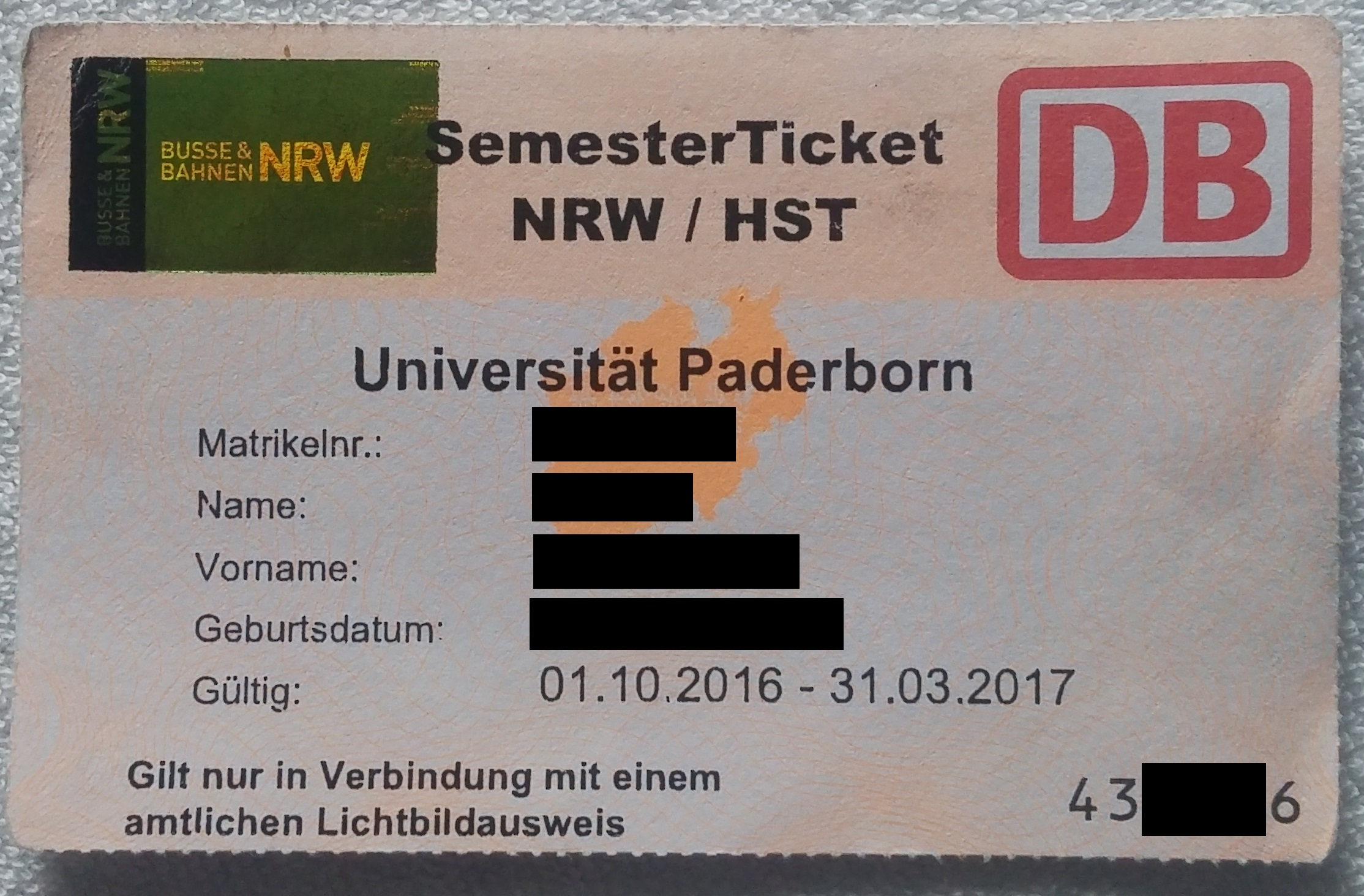
SemesterTicket NRW

Das Semesterticket (auch Semesterkarte, Studenten- (Studi-)ticket oder Studenten- (Studi-)karte) ist ein Fahrausweis für den öffentlichen Personennahverkehr (ÖPNV), der für Studenten ein Semester lang gilt. Seine Kosten sind Bestandteil des „Semesterbeitrages“ und es muss an deutschen Hochschulen bei Einschreibung bzw. Rückmeldung erworben werden, auch wenn die Nutzung der Angebote nicht angestrebt wird. Weil diese Regelung für alle immatrikulierten Studierenden gilt, kann das Semesterticket besonders günstig sein und nützt daher insbesondere denjenigen Studenten, die regelmäßig öffentliche Verkehrsmittel benutzen.
In Österreich gibt es ÖPNV-Angebote unter ähnlichem Namen, die aber nicht verpflichtend sind.

## Deutschland
Das erste bekannte Konzept für ein Semesterticket wurde 1990 an der Universität Stuttgart entwickelt. Die erste Vereinbarung für ein Semesterticket kam an der damaligen FH Darmstadt (heute Hochschule Darmstadt) für das Wintersemester 1991/92 im Frankfurter Verkehrsverbund zustande. Es folgte die Universität Dortmund mit einem Modellversuch im Sommersemester 1992. In der Folge breitete sich die Idee rasch aus und ist inzwischen ein üblicher Bestandteil des studentischen Lebens in Deutschland geworden.
Das Semesterticket entsteht in der Regel durch einen Vertrag zwischen der Studierendenschaft, vertreten durch den AStA bzw. StuRa, und dem bzw. den entsprechenden Verkehrsunternehmen. In Baden-Württemberg und Bayern (wo es keine rechtsfähigen Studierendenschaften gibt bzw. gab), in Sachsen-Anhalt (wo für die Studierenden keine dauerhafte Pflicht zur Mitgliedschaft in der Studierendenschaft besteht) sowie in Thüringen und an einigen Hochschulstandorten in anderen Bundesländern (z. B. Leipzig oder Trier) tritt an die Stelle der Studierendenschaft das Studentenwerk bzw. Studierendenwerk.
Die Geltungsgebiete und der genaue Leistungsumfang der Semestertickets werden in den Verträgen individuell festgelegt und sind deshalb sehr unterschiedlich. So gilt etwa das Semesterticket der Regensburger Hochschulen nur im RVV, innerhalb dieses allerdings in allen Verkehrsmitteln, hingegen gilt das Semesterticket der Göttinger Hochschulen in ganz Niedersachsen und Bremen und (von Niedersachsen aus) bis Hamburg Hauptbahnhof, jedoch nur in Zügen von DB Regio, metronom und eurobahn und auf weiteren ausgewählten Strecken, jedoch bis Oktober 2014 nicht in den Bussen der GöVB. Typische Verhandlungsgegenstände der Verträge sind die Frage der Fahrradmitnahme und nach der verbilligten Nutzung von Anschlusszügen.
Das Ticket verschiedener Hochschulen in NRW, wie z. B. der Heinrich-Heine-Universität Düsseldorf, gilt in ganz Nordrhein-Westfalen. Ermöglicht wird dies durch eine Zusatzvereinbarung zwischen Studierendenschaft und Verkehrsbetrieben, durch die der Geltungsbereich des bisherigen Semestertickets vom jeweiligen Verkehrsverbund auf den NRW-Bereich ausgedehnt wird. Im Gegensatz zum Göttinger Modell können hierbei alle Nahverkehrsmittel benutzt werden.
In einigen Geltungsbereichen ist eine kostenfreie Mitnahme von Fahrrädern möglich. Dies sind zunächst die Länder mit kostenloser Beförderung in Nahverkehrszügen: Baden-Württemberg, Hessen, Rheinland-Pfalz, Saarland, Sachsen-Anhalt und Thüringen (teilweise werktags Einschränkungen vor 9 Uhr). Außerdem gibt es entsprechende Regelungen in einigen Verkehrsverbünden oder Landkreisen. In den meisten Bereichen ist allerdings für jede Fahrt eine Fahrradkarte erforderlich. Zeitkarten (Zusatz-Monatstickets) für Fahrräder bieten bisher nur Verkehrsverbünde an. Diese sind dann im jeweiligen Verbundnetz gültig (z. B. Münsterland, Ostwestfalen-Lippe).
Einige Studierendenschaften schließen außerdem Verträge mit Betreibern von Fahrradverleihsystemen oder betreiben diese selbst. Die Verträge können niedrigere Nutzungsgebühren für Studierende, Freifahrtkontingente und Verfügbarkeiten im Rahmen eines Service-Level-Agreements gewährleisten. Aufgrund der geringeren Kaufkraft von Studierenden gewähren die Betreiber teilweise auch ohne einen Vertrag Rabatte.

### Solidar-Modell
An den meisten Hochschulen zahlen alle Studierenden für das Semesterticket einen einheitlichen Pflichtbeitrag und erwerben dadurch die volle Nutzungsberechtigung im jeweiligen Geltungsgebiet, unabhängig von der individuellen Nutzung.

#### Härtefallregelungen
An vielen Hochschulen gibt es Regelungen, mit denen es die Möglichkeit gibt, sich von der Beitragspflicht befreien zu lassen. Die Befreiung können je nach Hochschulstandort folgende Personengruppen beanspruchen:
- (behinderte) Studierende, die ein Anrecht auf kostenlose Beförderung im ÖPNV oder entsprechenden Geltungsbereich haben
- Studierende, die sich beurlaubt haben
- Fernstudierende
- Studierende, die sich nachweislich nicht im Geltungsbereich aufhalten (zum Beispiel bei der Absolvierung eines Auslandssemesters oder eines Praktikums)
- Studierende, die im Nahbereich ihres Fachbereichs wohnen
- Falls der Wohnort so ungünstig liegt, dass er mit den für die Benutzung zugelassenen Verkehrsmitteln nicht erreicht werden kann, wird auch teilweise auf die Beitragserhebung verzichtet
- Studierende, die nachweisen können, dass der Beitrag für sie einen finanziellen Härtefall darstellt

Im letztgenannten Fall (Finanzierungsschwierigkeiten) befreien einige, vor allem ältere Semesterticket-Modelle die Studierenden von der Beitragspflicht nur unter der Bedingung, dass sie auf das Semesterticket verzichten. Andere Modelle stellen hingegen einen Sozial- bzw. Härtefallfonds bereit, aus dem diesen Studierenden die Beiträge erstattet werden. Betroffene Studenten können das Ticket dann kostenlos nutzen oder bekommen zumindest einen Teilbetrag erstattet.

### Sockelbeitragsmodell
An den Hochschulen in Baden-Württemberg (mit Ausnahme der Hochschule Pforzheim) und den meisten Hochschulen in München und Nürnberg ist das Semesterticket nach einem Stufen-Modell realisiert. Die Studierenden zahlen dort als verpflichtenden Beitrag einen Sockelbetrag.
An vielen Hochschulstandorten berechtigt der Sockelbetrag dazu, den öffentlichen Personennahverkehr abends, am Wochenende und an Feiertagen zu nutzen. Wer auch außerhalb dieser Zeiten fahren will, muss ein weiteres Ticket für das Semesterhalbjahr gesondert erwerben.
Der StuRA der Universität Heidelberg entschied sich im Juni 2023 dafür, den Vertrag über das Semesterticket zum Beginn des Wintersemesters zu kündigen.

### Rechtliche Auseinandersetzungen
Das Modell des Semestertickets ist unter Studierenden nicht unumstritten und wurde mehrfach juristisch angegangen. Bereits 1992 klagte ein Duisburger Student gegen das Semesterticket. Zuletzt stellten zwei Urteile des Bundesverwaltungsgerichts vom 12. Mai 1999 (BVerwG 6 C 14.98 und BVerwG 6 C 10.98) klar, dass eine Studierendenschaft, die als Körperschaft des öffentlichen Rechts mit Pflichtmitgliedschaft verfasst ist, sowohl die Kompetenz hat, das Ticket einzuführen als sich auch öffentlich dazu äußern darf. Verfassungsbeschwerden gegen diese beiden Urteile wurden vom Bundesverfassungsgericht nicht zur Entscheidung angenommen (jeweils durch einstimmigen Beschluss der 2. Kammer des Ersten Senats des Bundesverfassungsgerichts vom 4. August 2000) (BVerfG, 1 BvR 1510/99 und 1 BvR 1410/99). Angesichts der „ausbildungsbedingten finanziellen Bedürftigkeit“ der Studierenden und der hohen Fahrtkosten diene das Semesterticket der Verbesserung der sozialen Situation der Studierenden. Die Tauglichkeit des Semestertickets sei an den Vorteilen für die Gesamtheit der Studierenden zu messen. Die zwangsweise Beteiligung aller Studierenden trage maßgeblich zum erreichten Umfang der Vergünstigung bei. Das Bundesverfassungsgericht würdigt dabei ausdrücklich, dass „die Verbesserung der Umweltbedingungen, die Entspannung der Parkplatzsituation und die Möglichkeit das Ticket zu Freizeitzwecken zu nutzen im Prinzip allen Studierenden zugute kommt“. Das Land Berlin hat das Semesterticket zudem gesetzlich geregelt.

### Hochschulstandorte mit Semestertickets
| Hochschulstandort                                                        | seit                 | Geltungsbereich | Preis pro Semester |
| ------------------------------------------------------------------------ | -------------------- | --- | --- |
| Aachen                                                                   | 2000                 | AVV; seit SS 2009 zusätzlich NRW-Ticket; seit SS 2019 zusätzlich Region Zuid-Limburg (NL) | 201,40 €, davon 58,50 € NRW-Ticket und 5,11 € Erweiterung Zuid-Limburg (NL) (Stand: SS 2022) |
| Augsburg                                                                 |                      | AVV Zone 10 und 20 | 65,50 € (Stand: SS 2022) |
| Bamberg                                                                  | 2004                 | Alle Busse, sowie die Nahverkehrszüge der DB Regio in Stadt und Landkreis Bamberg | 43,80 € (Stand: SS 2022) |
| Bayreuth                                                                 | 1994                 | Alle Busse und Bahnen in Stadt und Landkreis Bayreuth sowie über die Landkreisgrenze hinaus die Buslinie nach Thurnau und die Regionalbahn nach Kulmbach | 64,03 € (Stand: SS 2022) |
| Berlin                                                                   | 2002/03              | VBB-Tarifbereich Berlin ABC | 193,80 € zuzüglich Sozialfondsbeitrag 0,00–2,00 € je nach Hochschule (Stand: SS 2021) |
| Bielefeld (Uni, HSBI)                                                    | 1992                 | bis 2000 VOW, anschließend „Der Sechser“ (OWL Verkehr GmbH) und darüber hinaus DB Regio, ab WS 2008/09 auch NRW-Ticket | 160,62 € zuzüglich 59,40 € NRW-Ticket (Stand: WS 2023/24) |
| Bochum (RUB)                                                             |                      | VRR, ab SS 2008 NRW-Ticket | 213,01 € (Stand: WS 2022/23) |
| Bochum (EvH)                                                             | 1993                 | VRR | 220,02 € (SS 2023) |
| Bonn                                                                     | 1993                 | VRS, ab WS 2009/10 NRW-Ticket | 201,40 € (Stand: WS 2022/23) |
| Brandenburg an der Havel                                                 | 2001                 | VBB-Gesamtnetz und RE 1 und RB nach Magdeburg | 204,40 € (Stand: SS 2022) |
| Braunschweig (TU, HBK, IU, Ostfalia. Welfenakademie)                     | 1993 (TU)            | VRB; zudem in Niedersachsen und Bremen (von Niedersachsen aus auch bis Hamburg Hbf, mit ME auch noch weiter bis nach Hamburg-Altona) der SPNV mit RE, RB, S-Bahn Hannover, ME, ERB und ARR sowie auf der Relation Hamburg-Harburg–Stade auch mit der S-Bahn Hamburg | 187,99 € (Stand: SS 2021) |
| Bremen                                                                   | 1994                 | BSAG, gesamter Nahverkehr in Bremen und Niedersachsen bis über die Landesgrenzen hinaus nach Hengelo (NL), Münster Hbf, Bielefeld Hbf, Paderborn Hbf, Kassel Hbf, Leinefelde, Nordhausen, Magdeburg Hbf, Lübeck Hbf und Hamburg Hbf, sowie die Verbindung Bremen Hbf – Norddeich Mole mit IC/EC | 225,81 € (Stand: SS 2022) |
| Bremerhaven                                                              |                      | siehe Bremen | siehe Bremen |
| Chemnitz                                                                 | 1994                 | VMS-Tarifzone 13 (Chemnitz) ab SS 2011 VMS sowie alle Nahverkehrszüge in Sachsen mit Ausnahmen der Schmalspurbahnen | 174,78 € (Stand: SS 2022) |
| Coburg                                                                   | 2012                 | SÜC-Stadtbusse; AST; OVF-Überlandbusse im Landkreis-Coburg; Agilis von Lichtenfels nach Bad Rodach, DB auf der Strecke Sonneberg-Coburg-Lichtenfels-Bamberg | 58,53 € (Stand: SS 2023) |
| Darmstadt (h_da & TU)                                                    | 1991                 | zunächst mit der HEAG, ab 1996 mit dem RMV inkl. VRN- und NVV-Übergangstarifgebiete | 135,23 € (Stand: SS 2017) |
| Darmstadt (EHD)                                                          | 1998                 | RMV inkl. VRN-Übergangstarifgebiete, Linie R30 im NVV bis Kassel sowie IC/EC zwischen Heidelberg, Göttingen, Eisenach, Warburg, Bingen, Aschaffenburg und Mainz | 178,71 € (Stand: WS 2016/17) |
| Detmold                                                                  | 2006                 | NRW-Ticket | 170,00 € (Stand: WS 2016/17) |
| Dortmund                                                                 | 1991                 | VRR, ab SS 2008 NRW-Ticket | 220,02 € (Stand: WS 2023/24) |
| Dresden                                                                  | 1993                 | Seit SoSe 2024 Deutschlandsemesterticket Zusätzlich Nutzung von Nextbike Systemen in diversen deutschen Städten für 30 Minuten pro Fahrt | 190,20 € (Stand: SS 2023) |
| Düsseldorf                                                               |                      | NRW-Ticket | 220,02 € (WS 2023/24) |
| Duisburg-Essen                                                           | 1992                 | VRR, ab WS 2008 NRW-Ticket | 189,38 € (SS 2017) |
| Eisenach                                                                 | 2009                 | Schienenpersonennahverkehr innerhalb Thüringens (außer Regionalbahn Eisenach – Gerstungen, Harzer Schmalspurbahn (Nordhausen – Eisfelder Talmühle) und Oberweißbacher Bergbahn) | 30,90 € (Stand: SS 2017) |
| Emden                                                                    | 2003                 | siehe Bremen | siehe Bremen |
| Erfurt                                                                   | 2009                 | Schienenpersonennahverkehr innerhalb Thüringens (außer Regionalbahn Eisenach – Gerstungen, Harzer Schmalspurbahn (Nordhausen – Eisfelder Talmühle) und Oberweißbacher Bergbahn); sämtliche Verkehrsmittel in Erfurt und im restlichen VMT | 143,10 € (Stand: SS 2017) |
| Flensburg                                                                | 2002                 | die Linien der Verkehrsgemeinschaft Flensburg im Stadtgebiet, die FördeBus-Strecke Flensburg-Holnis (Linie 21) und die Autokraft-Linie Flensburg-Tarup ab WS 2019 landesweites Semesterticket (LWST) für ganz Schleswig-Holstein | 36,00 € + 153,75 € (LWST) (Stand: WS 2019) |
| Frankfurt am Main (Goethe-Universität)                                   |                      | RMV, NVV und Verkehrsgemeinschaft Westfalen-Süd | 210,00 € (Stand: SS 2017) |
| Frankfurt am Main (Fachhochschule Frankfurt am Main)                     |                      | RMV | 209,00 € (Stand: SS 2017) |
| Frankfurt (Oder)                                                         |                      | VBB-Gesamtnetz | 200,00 € (Stand: SS 2022) |
| Fulda                                                                    | 2009                 | RMV+NVV | 143,29 € (Stand: SS 2017) |
| Gelsenkirchen/Bocholt/Recklinghausen (Westfälische Hochschule GE BOH RE) |                      | Hochschulstandorte Gelsenkirchen und Recklinghausen: VRR, seit SoSe 2011 NRW-Ticket Hochschulstandort Bocholt: seit WS 2016/2017 VGM und NRW-Ticket | Gelsenkirchen: 151,98 € (VRR) + 56,40 € (NRW-Ticket) = 208,38 € Recklinghausen: 151,98 € (VRR) + 56,40 (NRW-Ticket) = 208,38 € Bocholt: 129,00 € (VGM) + 56,40 € (NRW-Ticket) = 185,40 € (Stand: SoSe 2019) |
| Gera                                                                     | 2009                 | Schienenpersonennahverkehr innerhalb Thüringens (außer Regionalbahn Eisenach – Gerstungen, Harzer Schmalspurbahn (Nordhausen – Eisfelder Talmühle) und Oberweißbacher Bergbahn); sämtliche Verkehrsmittel in Gera und im restlichen VMT | 65,60 € (Stand: SS 2017) |
| Gießen                                                                   |                      | RMV+NVV | 129,56 € (Stand: SS 2017) |
| Göttingen                                                                | 2004                 | Nahverkehrszüge der DB Regio, metronom und eurobahn in Niedersachsen/Bremen und bis Hamburg Hbf. Zusätzliche Strecken bis Paderborn (NWB), Kassel (cantus), Bad Hersfeld (cantus) und Nordhausen (über Walkenried; DB). Ab WS14/15 auch Busticket für Göttingen enthalten. | 159,85 € (Stand: SS 2017) |
| Hagen (Fachhochschule Südwestfalen Hagen, Soest, Iserlohn)               |                      | NRW-Ticket | Hagen: 189,38 € (Stand: SS 2017) Soest, Iserlohn: 184,00 € (Stand: SS 2017) |
| Halberstadt                                                              |                      | WVB, HVG, HBB | 18,00 € (Stand: SS 2017) |
| Halle                                                                    | 2014                 | MDV-Vollticket | 160,40 € (Stand: WS 2022/23) |
| Hamburg                                                                  | 1994                 | HVV (Ringe A-E) | 177,60 € (Stand: WS 2020/21) |
| Hannover                                                                 | 2003                 | Großraum-Verkehr Hannover (GVH) sowie Nahverkehrszüge der DB Regio, metronom, eurobahn und arriva in Niedersachsen/Bremen, bis Hamburg Hbf. und auf der Bahnstrecke von Rheine über Löhne nach Minden und Hameln | 228,44 € (Stand: SS 2017) |
| Hildesheim                                                               |                      | Stadtverkehr (SVHi) und Regionalverkehr (RVHi) Hildesheim, Nahverkehrszüge der Deutschen Bahn AG (RE und RB in Niedersachsen, S-Bahn Hannover Streckennetz bis zur Landesgrenze; IC/EC Bremen Hbf – Norddeich Mole, Leer – Norddeich Mole, Leer – Emden und S-Bahn Hamburg auf der Relation HH-Harburg – Stade), sowie der Arriba, Züge der metronom, Züge der NordWestBahn auf der Relation Hildesheim – Bodenburg und Hildesheim – Bünde (Westf.), Züge der Eisenbahnen- und Verkehrsbetriebe Elbe – Weser GmbH und auf der Strecke des sogenannten Heidekreuzes der Erixx (Hannover – Soltau – Buchholz / Uelzen – Soltau – Bremen) | 181,86 € (Stand: WS 2016/17) |
| Hof                                                                      | 2010                 | Stadtbusverkehr, Münchberg–Hof mit Bussen der VG Bayreuth-Hof und Zügen der DB Regio | 39,65 € (Stand: WS 2016/17) |
| Ilmenau                                                                  | 2009                 | Schienenpersonennahverkehr innerhalb Thüringens (außer Regionalbahn Eisenach – Gerstungen, Harzer Schmalspurbahn (Nordhausen – Eisfelder Talmühle) und Oberweißbacher Bergbahn) | 50,88 € (Stand: WS 2020/21) |
| Jena                                                                     | 2009                 | Schienenpersonennahverkehr innerhalb Thüringens (außer Regionalbahn Eisenach – Gerstungen, Harzer Schmalspurbahn (Nordhausen – Eisfelder Talmühle) und Oberweißbacher Bergbahn); sämtliche Verkehrsmittel in Jena und im restlichen VMT | 125,80 € (Stand: SS 2017) |
| Kaiserslautern                                                           | 1992                 | Teilbereich Westpfalz des VRN, ab WS 2007/08 komplettes VRN-Gebiet, zusätzlich DB-Strecke Bruchmühlbach-Miesau – Saarbrücken Hbf | 130,25 € (Stand: WS 2016/17) |
| Kassel                                                                   | 1992                 | Gesamter Nordhessischer Verkehrsverbund sowie R 1 nach Göttingen, seit SS 2009 auch R 6 nach Eisenach, Nahverkehrsverbund Paderborn-Höxter im Regionalverkehr bis Paderborn (einschließlich Stadtverkehr), Tarifzonen Fulda und Marburg (inkl. Stadtverkehr) im RMV | 133,33 € (Stand: SS 2017) |
| Kempten (Allgäu)                                                         | 2014                 | mona Allgäu, im Raum Kempten zusätzlich auch in Anrufsammeltaxis | 30 € (Stand: SS 2022) |
| Kiel                                                                     | 1994                 | landesweites Semesterticket (LWST) für ganz Schleswig-Holstein | 58,50 € + 139,50 € (LWST) (Stand: SS 2023) |
| Köln                                                                     | 1993                 | NRW-Ticket | 174,40 € (Stand: SS 2017) |
| Krefeld                                                                  | 1993                 | NRW-Ticket | 189,38 € (Stand: SS 2017) |
| Landshut                                                                 | 2009                 | Stadtbus Landshut | 20 € |
| Leer (Ostfriesland)                                                      | 2003                 | siehe Bremen | siehe Bremen |
| Leipzig                                                                  | 2008 erweitert 2014  | MDV-Vollticket | 165,00 € (Stand: SS 2023) |
| Lingen (Ems)                                                             | 2011 erweitert 2014  | wie Hochschule Osnabrück, aber anstatt VOS gilt hier VGE-Süd und die Osnabrücker Bus-Linien 21 und 22 | 141,71 € (Stand: SS 2017) |
| Lübeck                                                                   | 1993                 | Stadtverkehr Lübeck inkl. Bahnstrecke Lübeck-Travemünde-Lübeck Hbf – Lübeck-St. Jürgen / Lübeck-Flughafen, außerdem starke Ermäßigung bei den Buslinien nach Hamburg und Berlin ab WS 2019 landesweites Semesterticket (LWST) für ganz Schleswig-Holstein | 57,00 € + 153,75 € (LWST) (Stand: WS 2019) |
| Lüneburg                                                                 |                      | Nahverkehrszüge der DB Regio, metronom und Arriva in Niedersachsen/Bremen und bis Hamburg Hbf sowie auf der Strecke Lüneburg-Lübeck bis Lübeck, S-Bahn in Hannover, sowie Hamburg-Harburg bis Stade und HVV-Busverkehr im Landkreis Lüneburg | 158,16 € (Stand: SS 2017) |
| Magdeburg                                                                |                      | alle Straßenbahnen, Busse und Fähren der Magdeburger Verkehrsbetriebe | 41,40 € (Stand: WS 2020/21) |
| Mainz (Uni und HS)                                                       | 1994/95              | MVG, RMV inkl. VRN-Übergangstarifgebiete, RNN, Bahnstrecke zwischen Bacharach und Koblenz | 200,34 € (Stand: SS 2017) |
| Marburg                                                                  |                      | RMV inkl. Übergangstarifgebiet zum VRN und NVV (ganz Hessen sowie Mainz) und Verkehrsgemeinschaft Westfalen-Süd, IC/EC-Nutzung in ganz Hessen sowie bis zu den Bahnhöfen Aschaffenburg, Bingen, Eisenach, Göttingen, Heidelberg, Mannheim und Warburg, ab 12/2018 ICE-Nutzung auf der Strecke Kassel – Marburg – Frankfurt – Heidelberg, Nutzung des Fahrradverleihsystems nextbike in Marburg (60 Freiminuten je Fahrt) | 188,08 € (Stand: WS 2018/19) |
| Mönchengladbach                                                          | 1993                 | NRW-Ticket | 189,38 € (Stand: SS 2017) |
| Münster                                                                  | 1992                 | Nahverkehr in ganz NRW | 202,24 € (Stand: SS 2023) |
| Nordhausen                                                               | 2009                 | Schienenpersonennahverkehr innerhalb Thüringens (außer Regionalbahn Eisenach – Gerstungen, Harzer Schmalspurbahn (Nordhausen – Eisfelder Talmühle) und Oberweißbacher Bergbahn); sämtliche Verkehrsmittel der Verkehrsbetriebe Nordhausen | 50,88 € (Stand: SS 2021) |
| Offenbach am Main                                                        |                      | RMV | 120,99 € (Stand: SS 2017) |
| Oldenburg (Oldenburg)                                                    | 1997 (Uni)/2003 (FH) | siehe Bremen | siehe Bremen |
| Osnabrück                                                                | 1995 erweitert 2013  | DB-Regio-Niedersachsen, WFB, erixx, metronom, NWB (Weser-Ems-Netz, Weser-/Lammetalbahn-Netz und Osnabrück – Bielefeld), VOS und einzelne Buslinien in das Gebiet der VGM (Uni: zusätzlich NWB Regio-S-Bahn Netz Bremen) | HS: 172,44 € (Stand: SS 2017) Uni: 366,33 € (Stand: SS 2017) |
| Ottersberg                                                               |                      | siehe Bremen | siehe Bremen |
| Paderborn                                                                | 1993                 | SemesterTicket NRW: alle Züge des Nahverkehrs, Straßen-/Stadt-/U-Bahnen, Busse; zusätzlich die Nahverkehrszüge jeweils bis Hameln, Bünde, Osnabrück Hbf, Halen, Niederschelden Nord und Holzminden | 201,35 € (Stand: SS 2017) |
| Passau                                                                   | 2013                 | Stadtbus Passau | 20 € (Stand: SS 2019) |
| Pforzheim                                                                |                      | VPE | 17,00 € |
| Potsdam                                                                  | 2000                 | VBB-Gesamtnetz | 200,00 € (Stand: SS 2022) |
| Regensburg                                                               | 1999                 | RVV | 103 € (Stand: SS 2017) |
| Rostock                                                                  | 1998                 | VVW Zone 1–6 (Stadtgebiet Rostock) | 107,00 € (Stand: SS 2017) |
| Saarland                                                                 | 1994                 | SaarVV – zusätzlich bis Sarreguemines (Frankreich) | 130,00 € (Stand: SS 2023) |
| Salzgitter                                                               | 2000 erweitert 2009  | VRB; zudem in Niedersachsen und Bremen (von Niedersachsen aus auch bis Hamburg Hbf mit ME) der SPNV mit RE, RB, S-Bahn Hannover, ME, MEr, ERX, RS und ARR sowie auf der Relation Hamburg-Harburg–Stade auch mit der S-Bahn Hamburg | 65,00 € (VRB) + 89,69 € (SPNV) (Stand: WS 2016/17) |
| Schmalkalden                                                             | 2009                 | Schienenpersonennahverkehr innerhalb Thüringens (außer Regionalbahn Eisenach – Gerstungen, Harzer Schmalspurbahn (Nordhausen – Eisfelder Talmühle) und Oberweißbacher Bergbahn) | 50,88 € (Stand: WS 2020/21) |
| Schweinfurt                                                              |                      | Busverkehr der Stadtwerke Schweinfurt | 42,00 € (Stand: WS 2024/25) |
| Siegen                                                                   | 1993                 | VGWS, im Schienenverkehr auch darüber hinaus; seit SS 2008 in ganz Nordrhein-Westfalen | 148,90 € (Stand: WS 2016/17) |
| Suderburg                                                                | 2009                 | in Niedersachsen und Bremen (von Niedersachsen aus auch bis Hamburg Hbf mit ME) der SPNV mit RE, RB, S-Bahn Hannover, ME, MEr, ERX, RS und ARR sowie auf der Relation Hamburg-Harburg–Stade auch mit der S-Bahn Hamburg | 122,84 € (Stand: WS 2016/17) |
| Trier                                                                    | 1992                 | VRT, Nahverkehrszüge nach Perl, Saarbrücken, Koblenz, Jünkerath, Igel | 131,80 € (Stand: WS 2016/17) |
| Weimar                                                                   | 2009                 | Schienenpersonennahverkehr innerhalb Thüringens (außer Regionalbahn Eisenach – Gerstungen, Harzer Schmalspurbahn (Nordhausen – Eisfelder Talmühle) und Oberweißbacher Bergbahn); sämtliche Verkehrsmittel in Weimar und im restlichen VMT | 90,10 € (Stand: SS 2017) |
| Wernigerode                                                              | 2001                 | WVB, HVG, HBB | 18,00 € (Stand: SS 2017) |
| Wiesbaden                                                                |                      | RMV (inkl. Übergangstarifgebiet zum VRN), RNN, NVV Deutschlandweite Nutzung des Fahrradverleihsystems nextbike (60 Freiminuten je Fahrt) | 155,53 € (Stand: WS 2019) |
| Wildau                                                                   |                      | VBB-Gesamtnetz | 200,00 € (Stand: SS 2023) |
| Wilhelmshaven                                                            | 2003                 | siehe Bremen | siehe Bremen |
| Witten                                                                   |                      | NRW-Ticket | 189,38 € (Stand: WS 2016/17) |
| Wolfenbüttel                                                             | 2000 erweitert 2009  | VRB; zudem in Niedersachsen und Bremen (von Niedersachsen aus auch bis Hamburg Hbf mit ME) der SPNV mit RE, RB, S-Bahn Hannover, ME, MEr, ERX, RS und ARR sowie auf der Relation Hamburg-Harburg–Stade auch mit der S-Bahn Hamburg | 65,00 € (VRB) + 89,69 € (SPNV) (Stand: WS 2016/17) |
| Wolfsburg                                                                | 2000 erweitert 2009  | VRB; zudem in Niedersachsen und Bremen (von Niedersachsen aus auch bis Hamburg Hbf mit ME) der SPNV mit RE, RB, S-Bahn Hannover, ME, MEr, ERX, RS und ARR sowie auf der Relation Hamburg-Harburg–Stade auch mit der S-Bahn Hamburg | 65,00 € (VRB) + 89,69 € (SPNV) (Stand: WS 2016/17) |
| Worms                                                                    |                      | Verkehrsverbund Rhein-Neckar bis zur Westpfalzgrenze | 185,00 € |
| Würzburg                                                                 | 1999 erweitert 2009  | Gebiet des ehemaligen VVM (heute Teil des NVM) | 90,90 € (Stand: WS 2024/25) |
| Wuppertal                                                                |                      | NRW-Ticket | 189,38 € (Stand: SS 2017) |
| Zwickau                                                                  | 2002                 | VMS und Schienenpersonennahverkehr in ganz Sachsen | 170,01 € (Stand: SS 2023) |

| Hochschulstandort                        | Geltungsbereich | Sockelpreis                                        | Ticketpreis                                                         |
| ---------------------------------------- | --- | -------------------------------------------------- | ------------------------------------------------------------------- |
| Albstadt-Sigmaringen                     | NALDO | 15,10 € (Stand: WS 2016/17)                        | 89,70 € (Stand: WS 2016/17)                                         |
| Esslingen am Neckar                      | VVS | 45,60 € (Stand: WS 2016/17)                        | 203,00 € (Stand: WS 2016/17)                                        |
| Freiburg im Breisgau                     | RVF | 22,00 € (Stand: WS 2016/17)                        | 89,00 € (Stand: WS 2016/17)                                         |
| Heilbronn                                | HNV/NVH | 15,00 € (Stand: WS 2016/17)                        | 150,00 € (Stand: WS 2016/17)                                        |
| Stuttgart-Hohenheim                      | VVS | 45,60 € (Stand: WS 2016/17)                        | 203,00 € (Stand: WS 2016/17)                                        |
| Karlsruhe                                | KVV | 17,50 € (Stand: WS 2016/17)                        | 151,10 € (Stand: WS 2016/17)                                        |
| Konstanz                                 | Buslinien der Stadtwerke Konstanz, außer Nachtschwärmer, Autofähre Konstanz–Meersburg inklusive Fahrrad, Züge der SBB Deutschland GmbH „seehas“ zwischen Konstanz Bf und Konstanz-Wollmatingen; seit 2012 Zusatzkarte für das Gesamtnetz des Verkehrsverbund Hegau-Bodensee erhältlich | 15,00 € (Uni) / 12,50 € (HTWG) (Stand: WS 2016/17) | 53,20 € (Stadtwerke) / 54,10 € (VHB-Gesamtnetz) (Stand WS: 2016/17) |
| Künzelsau                                | HNV/NVH | 15,00 € (Stand: WS 2016/17)                        | 150,00 € (Stand: WS 2016/17)                                        |
| Ludwigshafen am Rhein                    | VRN (ohne Westpfalz) | 20,80 € (Stand: WS 2016/17)                        | 160,00 € (Stand: WS 2016/17)                                        |
| Mannheim                                 | VRN (ohne Westpfalz) | 20,80 € (Stand: WS 2016/17)                        | 160,00 € (Stand: WS 2016/17)                                        |
| München (seit WS 2013/14)                | MVV | 72,00 € (Stand: SS 2022)                           | 209,30 € (Stand: SS 2022)                                           |
| Nürtingen                                | VVS | 45,60 € (Stand: WS 2016/17)                        | 203,00 € (Stand: WS 2016/17)                                        |
| Reutlingen                               | NALDO | 26,80 € (Stand: WS 2016/17)                        | 89,70 € (Stand: WS 2016/17)                                         |
| Rottenburg am Neckar                     | NALDO | 26,80 € (Stand: WS 2016/17)                        | 89,70 € (Stand: WS 2016/17)                                         |
| Stuttgart                                | VVS | 46,40 € (Stand: SS 2022)                           | 210,00 € (Stand: SS 2022)                                           |
| Tübingen                                 | NALDO | 26,80 € (Stand: WS 2016/17)                        | 89,70 € (Stand: WS 2016/17)                                         |
| Ulm (gemeinsam mit Neu-Ulm und Biberach) | DING | 32,00 € (Stand: SS 2022)                           | 135,70 € (Stand: WS 2016/17)                                        |

### Aufwertung zum Deutschlandticket
Seit Einführung des Deutschlandtickets ist an einigen Standorten durch Zahlung des Differenzbetrags die Aufwertung des Semestertickets zum bundesweit gültigen Deutschlandticket möglich. Die Bundesregierung strebt eine einheitliche Lösung des Semesterticket ins Deutschlandticket an. Die Verkehrsministerkonferenz hatte sich im März 2023 für die Erarbeitung eines bundesweiten Solidarmodells ausgesprochen. Teils seit dem Sommersemester 2024, teils seit dem Wintersemester 2024/25, ist für Studenten bundesweit ein Deutschlandticket für 29,40 Euro verfügbar. Dieses ist ausschließlich als Solidarticket erhältlich, das heißt, die Studierendenvertretungen können sich pauschal für oder gegen das Ticket entscheiden. Bei einer Entscheidung für das Ticket müssen bis auf einige Ausnahmefälle alle Studierenden der Universität das Ticket kaufen.
In Bayern können Schüler, Studierende und Auszubildende seit Oktober 2023 ein vergünstigtes Deutschlandticket (Bayerisches Ermäßigungsticket) für 29 € im Monat beziehen. Es kostet seit 2025 38 Euro im Monat. In Baden-Württemberg können Studenten unter 27 Jahren seit Dezember 2023 ein vergünstigtes Deutschlandticket (Deutschlandticket Jugend BW) für 365 Euro im Jahr erwerben. Seit 2025 kostet es 39,42 Euro im Monat.
In Heidelberg kündigte die Studierendenvertretung den Vertrag für das Semesterticket wegen der Einführung des Deutschlandtickets zum Wintersemester 2023/24, da die Erhebung des Sockelbeitrags angesichts des Deutschlandtickets nicht mehr zu rechtfertigen sei. Der AStA der Universität Dortmund gab im August 2023 bekannt, dass durch die Einführung des Deutschlandtickets das bisherige VRR-Semesterticket rechtlich angreifbar sei. Man habe sich zwar mit den anderen ASten im VRR-Bereich um eine rechtssichere Lösung bemüht, die als Deutschlandticket nutzbar sei. Da solch ein Vertrag aber nicht zustande kam, stimmte das Dortmunder Studierendenparlament für eine Auflösung des Semesterticketvertrags zum Wintersemester 2024/25, auch als Verhandlungsmittel für die Aushandlung eines Deutschland-Semestertickets.

### Kultur-Semesterticket
Neben ÖPNV-Dienstleistungen streben manche Studierendenvertretungen auch vergleichbare Angebote im Kultursektor an.
So kooperiert der AStA der TU Darmstadt seit dem Wintersemester 2009/10 mit dem Staatstheater Darmstadt. Die Studierenden zahlen hierbei, wie beim Semesterticket einen Teil ihres Semesterbeitrages dafür, dass sie kostenlos Restkarten für Vorstellungen des Theaters erhalten. Zur gleichen Zeit schloss auch der AStA der Universität Saarbrücken mit dem dortigen Staatstheater eine Kooperation. Hier zahlen die Studierenden keinen Beitrag. Der Ausgleichsbetrag wird aus Rücklagen der Studierendenschaft bezahlt.
Der AStA der Universität Lüneburg führte zwei Jahre später ein ähnliches, größeres Projekt mit dem deutschlandweit ersten sogenannten „Semesterticket Kultur“ ein. Seit dem Sommersemester 2011 ist jeder Studierende verpflichtet 2 € Semesterbeitrag für dieses Ticket zu zahlen und erhält dafür unter bestimmten Voraussetzungen freien Eintritt in vier Kultureinrichtungen der Stadt. Nach einer einjährigen Probephase stimmen bei den Hochschulwahlen im Dezember 2011 78,9 % der Studierenden an der Universität für eine Beibehaltung des Tickets.
Ähnlich wie in Darmstadt kooperiert seit der Spielzeit 2011/12 der AStA der Johannes Gutenberg-Universität Mainz mit dem Staatstheater Mainz. Hier wird 1 € pro Semester als Beitrag erhoben.
Diese Initiative wurde auch vom AStA der Georg-August-Universität Göttingen aufgenommen. Bei den Hochschulwahlen im Januar 2012 stimmten hier 50,4 % für die Einführung des dort Kunst & Kulturticket genannten Semestertickets ab dem Wintersemester 2012/13. Dieses umfasst elf Kunst- und Kultureinrichtungen der Stadt und kostet 2015 9,00 € pro Semester. Zum Wintersemester 2014/2015 wird ein Kulturticket an der Universität Hildesheim mit einem Beitrag von 5,50 Euro eingeführt. Besonderheit ist hier, dass neben Kultureinrichtungen, auch die von der Studierendenschaft geförderten Kunst- und Kulturprojekte ermäßigt werden.
Mit dem Musiktheater im Revier kooptiert der AStA der Westfälischen Hochschule GE BOH RE. Jeder Studierende kann sich direkt beim Musiktheater eine Eintrittskarte pro Vorstellung kostenfrei reservieren.
Des Weiteren besteht die Möglichkeit, direkt vor einer Vorstellung eine der bis dahin nicht verkauften Eintrittskarten gegen Vorlage des Studierendenausweises kostenfrei überlassen zu bekommen.
Finanziert wird die ganze Aktion aus dem studentischen Haushalt des AStA (1 Euro Studierender/Semester).
Das Studierendenwerk Trier verfolgt mit seinem Kultursemesterticket Di-Mi-Do das Ziel, den Trierer Studierenden bei acht öffentlichen Kultureinrichtungen Dienstag bis Donnerstag freien Eintritt auf Basis von Restkarten zu ermöglichen.
In Karlsruhe können Studierende der Hochschule Karlsruhe – Technik und Wirtschaft, Pädagogischen Hochschule, Hochschule für Gestaltung sowie Hochschule für Musik mit der sogenannten Flatrate Studierende 72 Stunden vor Veranstaltungsbeginn im badischen Staatstheater Karlsruhe kostenlos Restkarten erwerben. Die Tickets können auch online erstanden werden.
Die Studierendenschaften der Universität Bremen, der Hochschule Bremen, der Hochschule für Künste Bremen und der Hochschule für Künste im Sozialen Ottersberg bieten seit dem Sommersemester 2021 gemeinsam das „Kultursemesterticket Bremen“ an. Studierende erhalten bei den kooperierenden Kultureinrichtungen in der Regel kostenfreien Eintritt, Reservierungen vorab sind, gegebenenfalls mit einer Beschränkung des Reservierungszeitraums (7 Tage oder 3 Tage), möglich. Für das Angebot wird ein Beitrag von 2,10 € pro Semester erhoben.

## Österreich
Anders als bei dem zwangsverpflichtenden System in Deutschland, das nach dem Solidaritätsprinzip allen Studenten zugutekommt, kann in Österreich jeder Student freiwillig entscheiden, ob er ein Semesterticket kaufen will oder nicht. Semestertickets können nur von Studenten unter 26 Jahren erworben werden.

### Oberösterreich
Die Linz AG bietet ein Semesterticket für Studierende für 253,60 Euro (bei 6-monatiger Gültigkeit) an. Studierende mit Hauptwohnsitz in Linz oder Leonding erhalten das Ticket zum subventionierten Preis von 83,50 Euro. Es gilt nur für Fahrten in der Kernzone Linz.

### Salzburg
Im Bundesland Salzburg existiert eine speziell auf Studenten zugeschnittene regionale Variante des Klimatickets, das KlimaTicket Salzburg SEMESTER. Es gilt jeweils von September bis Februar bzw. März bis August. Es gilt im gesamten Bundesland und kostet 160 Euro.

### Steiermark
In der Steiermark gibt es das Top-Ticket für Studenten. Es gilt jeweils von September bis Februar bzw. März bis August für alle Verbundlinien in der Steiermark. Es gilt im gesamten Bundesland und kostet 187 Euro.

### Wien
In Wien wird unter dem Namen Semesterkarte ein Semesterticket für Studierende von den Wiener Linien angeboten. Der Gültigkeitszeitraum erstreckt sich im Wintersemester von September bis Jänner und im Sommersemester von Februar bis Juni. In der vorlesungsfreien Zeit in den Sommermonaten Juli und August gibt es für Studierende die Möglichkeit, ein verbilligtes Monatsticket für 29,50 € zu beziehen. Die Semesterkarte kostet 75 Euro (Preis bei Onlinekauf,  sonst 78 Euro). Vor dem Sommersemester 2023 mussten Studenten ohne Wohnsitz in Wien einen höheren Preis zahlen.
Die Wiener Linien wurden im Dezember 2021 vom Bezirksgericht Innere Stadt Wien wegen der Ungleichbehandlung von Studenten ohne Hauptwohnsitz in Wien verurteilt. Konkret wurde die damalige Praxis, von Studierenden mit Hauptwohnsitz außerhalb Wiens 150 Euro für das Semesterticket zu verlangen, während Studierende mit Hauptwohnsitz in Wien nur 75 Euro bezahlen müssen, für unzulässig erklärt. Das Landesgericht für Zivilrechtssachen Wien bestätigte das Urteil der Vorinstanz im September 2022, wodurch es rechtskräftig wurde. Die Wiener Linien kündigten schließlich an, dass Wiener und Nichtwiener ab dem Sommersemester 2023 einen einheitlichen Preis für das Semesterticket zahlen würden. Nichtwiener, die in den letzten drei Jahren 150 Euro fürs Ticket bezahlt haben, erhalten 75 Euro zurück.

## Außerhalb Europas
Seit 2007 wird der Universal Transit Pass (U-Pass) an Studenten der drei Universitäten von Ottawa abgegeben. Wie beim europäischen Vorbild, werden die Konditionen zwischen den Studentenvertretern und dem Nahverkehrsunternehmen (OC Transpo) ausgehandelt und das Ticket ist für Vollzeitstudenten grundsätzlich verpflichtend. Ausnahmen bestehen für Blinde und Bewohner Québecs. Das Ticket gilt jeweils für 8 Monate (September–April) und für alle Verkehrsmittel der OC Transpo (in Ottawa und Gatineau).

## Ökonomische Effekte
Ein Grund dafür, dass das Semesterticket einen vergünstigten Zugang zum ÖPNV für die Mehrheit der Studierenden bedeuten kann, ist, dass jene Studierenden, die sonst keine oder weniger ÖPNV-Tickets gekauft hätten, dies nach Einführung des Semestertickets per Abgabe tun. Es ist zu erwarten, dass die Verkehrsunternehmen den Studierenden, um diese Nachfrageausweitung zu erreichen, im Vergleich zur Situation ohne Semesterticket beim Preis entgegenkommen.
Ein weiterer Grund lässt sich darin sehen, dass die Transaktionskosten der ÖPNV-Nutzung reduziert werden können: Die Kosten der Verkehrsbetriebe für Zielgruppenmarketing, Fahrkartenkontrolle und Schwarzfahren können durch das Semesterticket reduziert werden; diese Kostenersparnis können die Verkehrsbetriebe durch ein günstiges Ticket zum Teil an die Studierenden weitergeben. Allerdings können die Kostenersparnisse seitens der Studierenden geringer ausfallen als erwartet, wenn aufgrund gestiegener Nutzung ÖPNV-Kapazitäten erweitert werden müssen.